# Karaoke

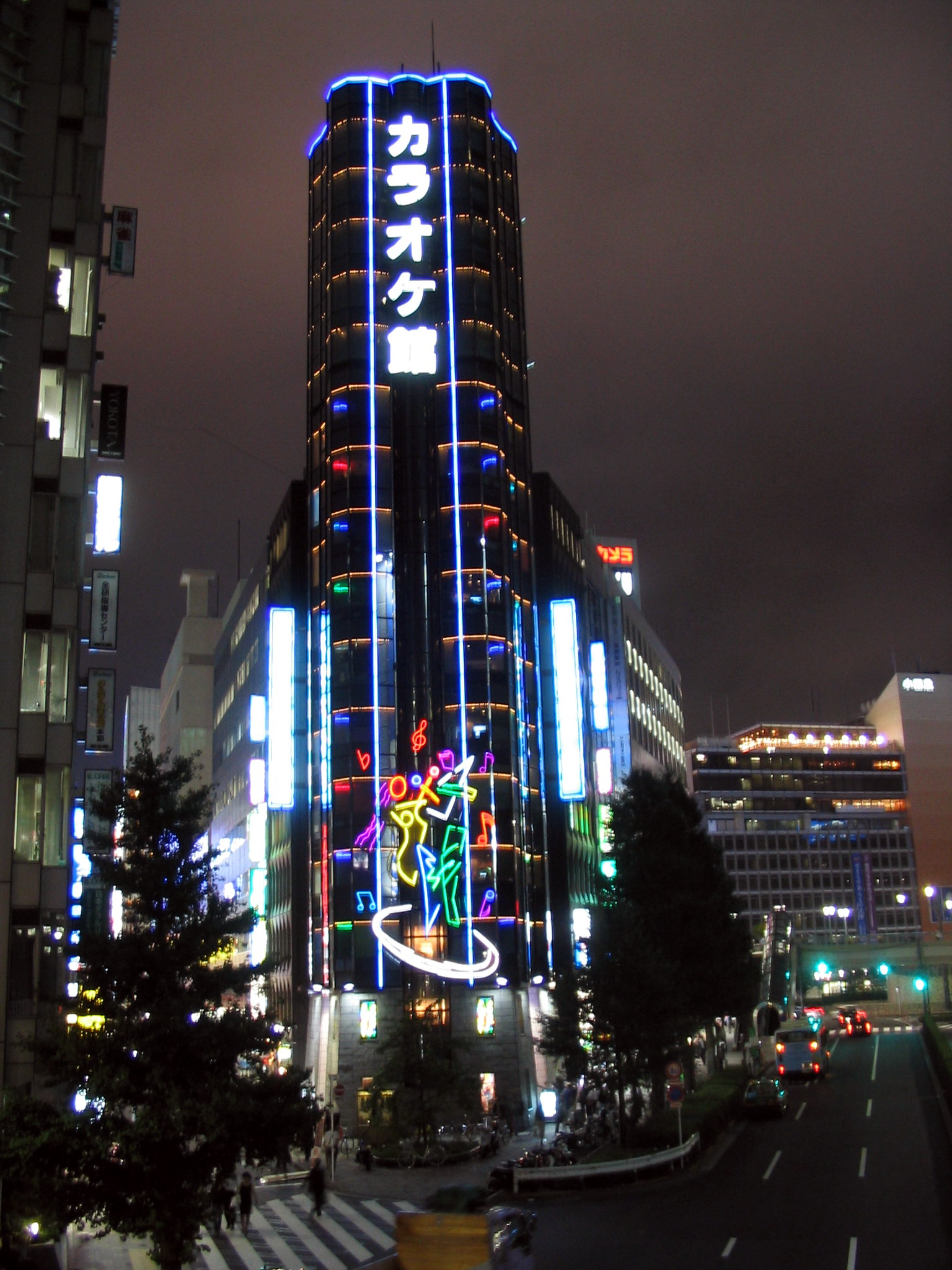
Clădire karaoke box în Tokio

Karaoke este o modalitate de petrecere a timpului liber care constă în cântatul  acompaniat de muzică preînregistrată.
Cuvântul karaoke este telescopat din cuvintele japoneze kara 空 (=gol, fără) și oke- prescurtare a cuvântului ōkesutora (pronunția japoneză a cuvântului orchestra).

## Istoric
Primul sistem karaoke a fost inventat de japonezul Daisuke Inoue, un baterist într-o formație pop/rock, care din comoditate nu și-a patentat niciodată invenția (a cărui patent acum îi aparține unui filipinez, Roberto del Rosario). 
În anii 1970, unele baruri din Japonia au început să instaleze sisteme karaoke (cu casete) pentru distracția clienților. Devenind foarte îndrăgite, aceste sisteme s-au răspândit în scurt timp, fiind de nelipsit în hotelurile japoneze. Ulterior, au apărut și așa-numitele karaoke box, unde clienții pot cânta mai retras (izolați fonic de ceilalți clienți) citind versurile melodiilor pe un ecran TV. Melodiile sunt în marea lor majoritate melodii pop/rock.
Aparatura constă dintr-un aparat de redare, microfon, sistem de modificare a înălțimii sunetelor și boxe. Unele sisteme au și metodă de a acorda punctaj utilizatorilor, sau câte calorii s-au consumat la cântat, toate acestea fiind pentru amuzamentul clienților.
După benzile de casetofon, sistemul folosit CD-uri, discuri laser, DVD-uri, iar mai nou muzica este accesată prin fibre optice de la o bază de date.
Începând cu 2003, mai multe firme de telefonie mobilă din Japonia au început să distribuie muzică karaoke pentru telefoanele mobile.
Piața globală de karaoke a fost estimată a fi în valoare de aproape 10 miliarde de dolari.

## În cultură

### Locuri publice

#### Asia
În Asia, o cutie de karaoke este cel mai popular loc de karaoke. O cutie de karaoke este o cameră mică sau medie care conține echipament de karaoke închiriat pentru o oră sau jumătate de oră, oferind o atmosferă mai intimă.

#### America de Nord și Europa
Un karaoke bar, restaurant, club sau lounge este un bar sau un restaurant care oferă echipamente de karaoke, astfel încât oamenii să poată cânta în public, uneori pe o scenă mică. Cele mai multe dintre aceste localuri permit clienților să cânte gratuit, cu speranța că vor avea suficiente venituri din vânzarea de alimente și băuturi celor care cântă. Mai puțin frecvent, clientul care dorește să cânte trebuie să plătească o mică taxă pentru fiecare cântec pe care îl cântă. Ambele sunt benefice din punct de vedere financiar pentru local, prin faptul că nu trebuie să plătească un cântăreț profesionist sau o taxă de cabaret, care se aplică, de obicei, oricărei activități de divertisment cu mai mult de o persoană.